# Étang de Bellonguère
L'étang de Bellonguère est un étang situé dans les Pyrénées françaises à 1 911 mètres d'altitude dans le Couserans en Ariège sur la commune de Bethmale.

## Géographie
Il est alimenté par le ruisseau de Campuls qui le traverse avant de rejoindre l'étang d'Ayès en contrebas qui devient ruisseau de Mourtis puis ruisseau de l'Étruc avant de rejoindre le Lez. L'étang de Bellonguère est situé en haute vallée de Bethmale dans le massif du Mont-Valier sur son versant Castillonnais.

## Voies d'accès
Le col de la Core, franchi par la RD17, constitue un point de départ pour une randonnée pédestre vers l'étang d'Ayès puis l'étang de Bellonguère situé plus haut.